# William Mgimwa
William Augustao Mgimwa (* 20. Januar 1950 in Kalenga; † 1. Januar 2014 in Pretoria) war ein tansanischer Politiker. Er war von 2010 bis zu seinem Tod Abgeordneter zur Nationalversammlung. Seit dem 7. Mai 2012 war er Finanzminister.

## Leben
Mgimwa wurde am 20. Januar 1950 in Kalenga geboren. Das Dorf liegt im Distrikt Iringa, südwestlich der Regionshauptstadt Iringa.
- Ausbildung: In seiner Heimat Wasa (bei Magunga) und im nahe gelegenen Tosamaganga begann er die Grundschulausbildung, wechselte 1970 zur Seminarschule in Mafinga. Von 1975 bis 1978 erwarb er ein Diplom im Bankwesen am Institute of Finance Management (IFM) in Daressalam. An diesem Institut machte er 1983/1984 ein Postgrade-Finanz-Studium und erreichte 1991 den Abschluss zum Master an der Universität Mzumbe.[3]

- Beruf: Ab 1980 arbeitete er in der National Bank of Commerce (NBC, Handelsbank) in Daressalam. Er begann als Buchhalter und wurde nach mehreren Beförderungen 1997 Direktor. Im Jahr 2000 wechselte er an das Trainingsinstitut der Bank von Tansania in Mwanza und war dort bis 2010 Rektor.[3]

- Familie: William Mgimwa war mit Jane Mgimwa verheiratet. Sie gebar ihm 1981 einen Sohn Godfrey, der ebenfalls Politiker wurde.[4]

- Tod: William Mgimwa starb am 1. Januar 2014 im Kloof Krankenhaus in Pretoria, Südafrika. Sein Leichnam wurde am 4. Januar nach Daressalam überführt und in der Karimjee Hall aufgebahrt. Das Begräbnis fand am 6. Januar in seiner Heimatgemeinde Magunga statt.[5]

## Politische Karriere
Mgimwa war Mitglied der Partei CCM und begann seine politische Karriere 1991 als Gemeinderat im Wahlbezirk (Ward) Gangilonga in Iringa. 1994 wurde er stellvertretender Führer der Jugendorganisation von CCM (UVCCM), von 2008 bis 2010 war er Aufsichtsorgan (Guardian) der Gemeinde Wasa in Iringa. Im Jahr 2010 wurde er Parlamentsmitglied, was er bis zu seinem Tod blieb.
Seine Ernennung zum Finanzminister im Jahr 2012 kam für viele überraschend.

## Veröffentlichungen
- Liquidity Management, Tanzania Bankers Journal, Dar Es Salaam, 1994
- Commercial Bank Lending Journal, Dar Es Salaam, 1995
- Advanced Credit Operations, Dar Es Salaam, 2007
- Advanced Treasury Management, Dar Es Salaam